# Temporada de snooker de 2019–20
A temporada de snooker de 2019–20 é a uma série de torneios de snooker. A temporada começou em 9 de maio de 2019 e terminará em 4 de maio de 2020.
A 21ª edição do China Open foi adiado devido ao surto do coronavírus de Wuhan. O evento estava programado para acontecer entre 30 de março e 5 de abril de 2020 em Pequim.

## Jogadores
Os 64 melhores jogadores do ranking após o Campeonato Mundial de 2019 e os 29 jogadores que ganharam o tour card de dois anos no ano anterior se qualificaram automaticamente para a temporada. Em seguida, oito vagas foram ocupadas pelos 8 primeiros do ranking a um ano entre os que ainda não se classificaram para a turnê principal. Outros três jogadores vieram através da Challenge Tour, dois jogadores vieram do China Tour da CBSA e outros 16 lugares foram ocupados por jogadores através da Q School (quatro vencedores do Evento 1, quatro do Evento 2, quatro do Eventos 3 e 4 da Order of Merit). O restante dos lugares da turnê veio de eventos amadores internacionais.
O Main Tour da temporada de 2019–20 conta com total de 128 jogadores profissionais, incluindo entre eles, o tour card do inglês Jimmy White.

### Novos jogadores profissionais
Todos os jogadores listados abaixo receberam um tour card por duas temporadas.
| Campeões internacionais 1. Campeão do European Snooker Championships da EBSA: Kacper Filipiak 2. Campeão do European Under-21 Snooker Championshipsda EBSA: Jackson Page 3. Campeão do Oceania Championship: Steve Mifsud 4. Campeão do Pan-American Championship: Igor Figueiredo 5. Campeão do African Games: Amine Amiri Ranking de um ano 1. Eden Sharav 2. James Cahill 3. Ian Burns 4. Duane Jones 5. Dominic Dale 6. Gerard Greene 7. Rod Lawler 8. Nigel Bond China Tour da CBSA 1. Chang Bingyu 2. Bai Langning Challenge Tour 1. Brandon Sargeant 2. David Grace 3. Mitchell Mann (adicional) | Q School Evento 1 1. Xu Si 2. David Lilley 3. Jamie O'Neill 4. Soheil Vahedi Evento 2 1. Chen Zifan 2. Riley Parsons 3. Louis Heathcote 4. Fraser Patrick Evento 3 1. Barry Pinches 2. Alex Borg 3. Alexander Ursenbacher 4. Andy Hicks Order of Merit 1. Si Jiahui 2. Billy Joe Castle 3. Peter Lines 4. Lei Peifan Invitational Tour Card 1. Jimmy White |

## Calendário
A tabela a seguir descreve as datas e os resultados de todos os eventos do ranking, dos principais eventos do invitational, da Challenge Tour e do World Seniors Tour.
| Data  | Data  | Tipo | Nome do torneio            | Cidade     | Campeão            | Vice-campeão       | Placar | Ref.   |
| ----- | ----- | ---- | -------------------------- | ---------- | ------------------ | ------------------ | ------ | ------ |
| 09–05 | 12–05 | P/A  | Vienna Open                | Viena      | Mark Joyce         | Mark King          | 5–4    | [ 15 ] |
| 24–06 | 30–06 | TE   | World Cup                  | Wuxi       | Escócia            | China B            | 4–0    | [ 16 ] |
| 20–07 | 23–07 | P/A  | Pink Ribbon                | Gloucester | Stuart Bingham     | Mark Allen         | 4–3    | [ 17 ] |
| 26–07 | 28–07 | WR   | Riga Masters               | Riga       | Yan Bingtao        | Mark Joyce         | 5–2    | [ 18 ] |
| 04–08 | 11–08 | WR   | International Championship | Daqing     | Judd Trump         | Shaun Murphy       | 10–3   | [ 19 ] |
| 15–08 | 18–08 | WST  | World Seniors Championship | Sheffield  | Jimmy White        | Darren Morgan      | 5–3    | [ 20 ] |
| 24–08 | 25–08 | NR   | Paul Hunter Classic        | Fürth      | Barry Hawkins      | Kyren Wilson       | 4–3    | [ 21 ] |
| 31–08 | 01–09 | CT   | Challenge Tour 1           | Nuremberg  | Cheung Ka Wai      | Oliver Brown       | 3–1    | [ 22 ] |
| 02–09 | 07–09 | NR   | Six-red World Championship | Bangkok    | Stephen Maguire    | John Higgins       | 8–6    | [ 23 ] |
| 09–09 | 15–09 | NR   | Shanghai Masters           | Xangai     | Ronnie O'Sullivan  | Shaun Murphy       | 11–9   | [ 24 ] |
| 21–09 | 22–09 | CT   | Challenge Tour 2           | Newbury    | Jake Nicholson     | Andrew Pagett      | 3–1    | [ 25 ] |
| 23–09 | 29–09 | WR   | China Championship         | Guangzhou  | Shaun Murphy       | Mark Williams      | 10–9   | [ 26 ] |
| 05–10 | 06–10 | CT   | Challenge Tour 3           | Leeds      | Andrew Pagett      | Robbie McGuigan    | 3–0    | [ 27 ] |
| 14–10 | 20–10 | WR   | English Open               | Crawley    | Mark Selby         | David Gilbert      | 9–1    | [ 28 ] |
| 19–10 | 20–10 | CT   | Challenge Tour 4           | Bruges     | Ashley Hugill      | Aaron Hill         | 3–1    | [ 29 ] |
| 24–10 | 25–10 | WST  | UK Seniors Championship    | Hull       | Michael Judge      | Jimmy White        | 4–2    | [ 30 ] |
| 22–10 | 26–10 | NR   | Haining Open               | Haining    | Thepchaiya Un-Nooh | Li Hang            | 5–3    | [ 31 ] |
| 28–10 | 03–11 | WR   | World Open                 | Yushan     | Judd Trump         | Thepchaiya Un-Nooh | 10–5   | [ 32 ] |
| 04–11 | 10–11 | NR   | Champion of Champions      | Coventry   | Neil Robertson     | Judd Trump         | 10–9   | [ 33 ] |
| 11–11 | 17–11 | WR   | Northern Ireland Open      | Belfast    | Judd Trump         | Ronnie O'Sullivan  | 9–7    | [ 34 ] |
| 16–11 | 17–11 | CT   | Challenge Tour 6           | Budapeste  | Oliver Brown       | Ashley Hugill      | 3–1    | [ 35 ] |
| 26–11 | 08–12 | WR   | UK Championship            | York       | Ding Junhui        | Stephen Maguire    | 10–6   | [ 36 ] |
| 09–12 | 15–12 | WR   | Scottish Open              | Glasgow    | Mark Selby         | Jack Lisowski      | 9–6    | [ 37 ] |
| 14–12 | 15–12 | CT   | Challenge Tour 7           | Pelt       | Dean Young         | Andrew Pagett      | 3–1    | [ 38 ] |
| 12–01 | 19–01 | NR   | The Masters                | Londres    | Stuart Bingham     | Ali Carter         | 10–8   | [ 39 ] |
| 18–01 | 19–01 | CT   | Challenge Tour 8           | Tamworth   | Lukas Kleckers     | Tyler Rees         | 3–1    | [ 40 ] |
| 22–01 | 26–01 | WR   | European Masters           | Dornbirn   | Neil Robertson     | Zhou Yuelong       | 9–0    | [ 41 ] |
| 29–01 | 02–02 | WR   | German Masters             | Berlim     | Judd Trump         | Neil Robertson     | 9–6    | [ 42 ] |
| 03–02 | 09–02 | WR   | World Grand Prix           | Cheltenham | Neil Robertson     | Graeme Dott        | 10–8   | [ 43 ] |
| 10–02 | 16–02 | WR   | Welsh Open                 | Cardiff    | Shaun Murphy       | Kyren Wilson       | 9–1    | [ 44 ] |
| 15–02 | 16–02 | CT   | Challenge Tour 9           | Llanelli   | Ashley Hugill      | Sydney Wilson      | 3–1    | [ 45 ] |
| 20–02 | 23–02 | WR   | Shoot Out                  | Watford    | Michael Holt       | Zhou Yuelong       | 1–0    | [ 46 ] |
| 27–02 | 28–02 | CT   | Challenge Tour 5           | Leicester  | Allan Taylor       | Michael Collumb    | 3–1    | [ 47 ] |
| 24–02 | 01–03 | WR   | Players Championship       | Southport  | Judd Trump         | Yan Bingtao        | 10–4   | [ 48 ] |
| 01–03 | 02–03 | CT   | Challenge Tour 10          | Leicester  | Adam Duffy         | Kuldesh Johal      | 3–1    | [ 49 ] |
| 07–10 | 05–03 | NR   | Championship League        | Leicester  | Scott Donaldson    | Graeme Dott        | 3–0    | [ 50 ] |
| 11–03 | 15–03 | WR   | Gibraltar Open             | Gibraltar  | Judd Trump         | Kyren Wilson       | 4–3    | [ 51 ] |
| 21–07 | 26–07 | WR   | Tour Championship          | Llandudno  |                    |                    |        |        |
| 31–07 | 01–08 | WST  | Seniors Irish Masters      | Kildare    |                    |                    |        |        |
| ??–08 | ??–08 | WR   | World Championship         | Sheffield  |                    |                    |        |        |

| WR = Evento do ranking mundial                 |
| NR = Evento não pertencente ao ranking mundial |
| TE = Evento de equipes                         |
| P/A = Evento Pro–am (Profissional e amador)    |
| CT = Evento da Challenge Tour                  |
| WST = World Seniors Tour                       |

## Premiação
A tabela abaixo mostra a premiação total em valores distribuída nesta temporada para os eventos do ranking mundial. Todos os valores são dados em libras esterlinas:
| Torneio / Rodada           | R144   | R128   | R112    | R80     | R64     | R48     | R32     | R16     | QF      | SF      | VC      | C       |
| -------------------------- | ------ | ------ | ------- | ------- | ------- | ------- | ------- | ------- | ------- | ------- | ------- | ------- |
| Riga Masters               | —      | 000000 | —       | —       | 002 000 | —       | 003 000 | 004 000 | 006 000 | 015 000 | 025 000 | 050 000 |
| International Championship | —      | 000000 | —       | —       | 004 750 | —       | 008 500 | 013 500 | 021 500 | 032 000 | 075 000 | 175 000 |
| China Championship         | —      | 000000 | —       | —       | 004 750 | —       | 007 500 | 013 000 | 020 000 | 032 000 | 075 000 | 150 000 |
| English Open               | —      | 000000 | —       | —       | 003 000 | —       | 004 000 | 007 500 | 010 000 | 020 000 | 030 000 | 070 000 |
| World Open                 | —      | 000000 | —       | —       | 005 000 | —       | 008 000 | 013 500 | 020 000 | 032 500 | 075 000 | 150 000 |
| Northern Ireland Open      | —      | 000000 | —       | —       | 003 000 | —       | 004 000 | o07 500 | 010 000 | 020 000 | 030 000 | 070 000 |
| UK Championship            | —      | 000000 | —       | —       | 006 500 | —       | 012 000 | 017 000 | 024 500 | 040 000 | 080 000 | 200 000 |
| Scottish Open              | —      | 000000 | —       | —       | 003 000 | —       | 004 000 | 007 500 | 010 000 | 020 000 | 030 000 | 070 000 |
| European Masters           | —      | 000000 | —       | —       | 003 000 | —       | 004 000 | 006 000 | 011 000 | 017 500 | 035 000 | 080 000 |
| German Masters             | —      | 000000 | —       | —       | 003 000 | —       | 004 000 | 005 000 | 010 000 | 020 000 | 035 000 | 080 000 |
| World Grand Prix           | —      | —      | —       | —       | —       | —       | 005 000 | 007 500 | 012 500 | 020 000 | 040 000 | 100 000 |
| Welsh Open                 | —      | 000000 | —       | —       | 003 000 | —       | 004 000 | 007 500 | 010 000 | 020 000 | 030 000 | 070 000 |
| Shoot Out                  | —      | 000250 | —       | —       | 000500  | —       | 001 000 | 002 000 | 004 000 | 008 000 | 020 000 | 050 000 |
| Players Championship       | —      | —      | —       | —       | —       | —       | —       | 010 000 | 015 000 | 030 000 | 050 000 | 125 000 |
| Gibraltar Open             | —      | 000000 | —       | —       | 002 000 | —       | 003 000 | 004 000 | 005 000 | 006 000 | 020 000 | 050 000 |
| Tour Championship          | —      | —      | —       | —       | —       | —       | —       | —       | 020 000 | 040 000 | 060 000 | 150 000 |
| World Championship         | 000000 | —      | 005 000 | 010 000 | —       | 015 000 | 020 000 | 030 000 | 050 000 | 100 000 | 200 000 | 500 000 |

## Estatísticas dos torneios doranking

### Finalistas
| Pos.  | Nome               | Nacionalidade | Títulos | Vices | Finais | Torneios conquistados |
| ----- | ------------------ | ------------- | ------- | ----- | ------ | --- |
| 1     | Judd Trump         | Inglaterra    | 6       | 0     | 6      | International Championship de 2019 World Open de 2019 Northern Ireland Open de 2019 German Masters de 2020 Players Championship de 2020 Gibraltar Open de 2020 |
| 2     | Neil Robertson     | Austrália     | 2       | 1     | 3      | European Masters de 2020 World Grand Prix de 2020 |
| 2     | Shaun Murphy       | Inglaterra    | 2       | 1     | 3      | China Championship de 2019 Welsh Open de 2020 |
| 4     | Mark Selby         | Inglaterra    | 2       | 0     | 2      | English Open de 2019 Scottish Open de 2019 |
| 5     | Yan Bingtao        | China         | 1       | 1     | 2      | Riga Masters de 2019 |
| 6     | Ding Junhui        | China         | 1       | 0     | 1      | UK Championship de 2019 |
| 6     | Michael Holt       | Inglaterra    | 1       | 0     | 1      | Shoot Out de 2020 |
| 8     | Kyren Wilson       | Inglaterra    | 0       | 2     | 2      | |
| 8     | Zhou Yuelong       | China         | 0       | 2     | 2      | |
| 9     | David Gilbert      | Inglaterra    | 0       | 1     | 1      | |
| 9     | Graeme Dott        | Escócia       | 0       | 1     | 1      | |
| 9     | Jack Lisowski      | Inglaterra    | 0       | 1     | 1      | |
| 9     | Mark Joyce         | Inglaterra    | 0       | 1     | 1      | |
| 9     | Mark Williams      | País de Gales | 0       | 1     | 1      | |
| 9     | Ronnie O'Sullivan  | Inglaterra    | 0       | 1     | 1      | |
| 9     | Stephen Maguire    | Escócia       | 0       | 1     | 1      | |
| 9     | Thepchaiya Un-Nooh | Tailândia     | 0       | 1     | 1      | |
| Total | Total              | Total         | 15      | 15    | 30     | 15 de 17 torneios concluídos |

### Campeões por país
| Pos.  | País       | Jogador(es) | Título(s) |
| ----- | ---------- | ----------- | --------- |
| 1     | Inglaterra | 4           | 11        |
| 2     | China      | 2           | 2         |
| 2     | Austrália  | 1           | 2         |
| Total | Total      | 7           | 15        |